# Schlösschen Ober-Beerbach
Das Schlösschen Ober-Beerbach ist, anders als sein Name vermuten lässt, kein Schloss, sondern ein vermutlich frühmittelalterlicher Burgstall einer Höhenburg nahe dem heutigen Ortsteil Ober-Beerbach der Gemeinde Seeheim-Jugenheim im Landkreis Darmstadt-Dieburg in Hessen.

## Geografische Lage
Der Burgstall in Gipfellage liegt westlich des Ortsteiles Ober-Beerbach südwestlich nahe dem Ober-Beerbacher Sportplatz und westlich der Landesstraße L3098 vom Mühltaler Ortsteil Nieder-Beerbach nach Ober-Beerbach an der Hangseite der Bergstraße und südlich der abzweigenden Straße nach Seeheim zwischen den beiden Quellbächen des Elsbaches östlich der Höhe des Kühlkopfes an einer unbenannten Höhe.

## Geschichte
Die Anlage ist nur indirekt durch Flurnamen aus dem 16. Jahrhundert urkundlich. Im Gegensatz zu den anderen beiden Burgställen des Beerbachtales, der Nieder-Beerbacher Alten Burg und des Alten Schlosses, sind selbst keine Volkssagen über die Burg bekannt. Auch in der neueren Burgenliteratur wird kaum darauf eingegangen. Welche und ob eine der nachgewiesenen Adelsfamilien Ober-Beerbachs aus dieser Zeit, die Herren von Frankenstein, die Forstmeister von Gelnhausen oder die Weitolshausen genannt Schrautenbach zugeordnet werden können, ist aufgrund fehlender urkundlicher Belege unklar. Sollten Versuche der Zuordnung der Beerbachtalburgen als Vorgängerburgen der Burg Frankenstein zutreffen, so wären die Vorgänger der Herren von Frankenstein als Besitzer anzusehen. Die in jüngerer Zeit von Historikern geäußerten Vermutungen, das die Burgen im Beerbachtal unterhalb des Frankensteins als Vorgängerburgen und mögliche erste Stammsitze des vermuteten Grafen von Beerbach (Gerhard und sein Bruder Heinrich) angesehen werden können und die comes de Berebach als karolingische Maingaugrafen hier zugeordnet werden können, sind aber nicht gesichert. Gleichzeitig wäre die Burg der am weitesten von der Burg Frankenstein entfernte Vorgänger, zeitlich wie räumlich.
Eine kleinere Ausgrabung des Hessischen Historischen Vereines im Jahre 1877 blieb ohne Ergebnis. Dennoch wird das Schlösschen allgemein als mittelalterlichen Ursprunges eingeordnet. Eine Deutung als keltische Fluchtburg wird wegen ihrer Größe heute verneint. Eine weitere Deutung als gegen die Burg Tannenberg gerichtete Belagerungsburg zu Zeiten ihrer Eroberung 1399, wird aufgrund der Entfernung von über zwei Kilometern als nicht überzeugend angesehen.
Neuere archäologische Untersuchungen wären notwendig, da viele frühzeitliche oder keltische Ringwallanlagen aus der Gegend bekannt sind. Eduard Anthes, Prähistoriker um 1900, ordnete die Anlage damals noch den Kelten zu. Neuere Zuordnungen sehen es als Burgstall des 11. Jahrhunderts.

## Beschreibung
Die Anlage ist ein ungleiches Trapez von etwa 56 (Ost-West-Ausdehnung) auf 34 Meter (Nord-Süd-Ausdehnung, breiteste Stelle) mit einer Fläche von knapp über 2000 Quadratmetern (knapp 180 Meter langer umlaufender Graben). Nur der Ringwall und der Graben sind heute noch teilweise zu erkennen. Ein Mauerwerk ist nicht mehr sichtbar. An der Südseite glaubten die Ausgräber von 1877 Wohnplätze feststellen zu können.
Die Umrisse der Anlage sind für Burgenkundige heute noch erkennbar. Ringwall und Graben sind aber nur noch auf den Schmalseiten deutlich sichtbar. Das „Schlösschen“ ist in der Bevölkerung heute kaum noch bekannt.